# Бойчинский лес

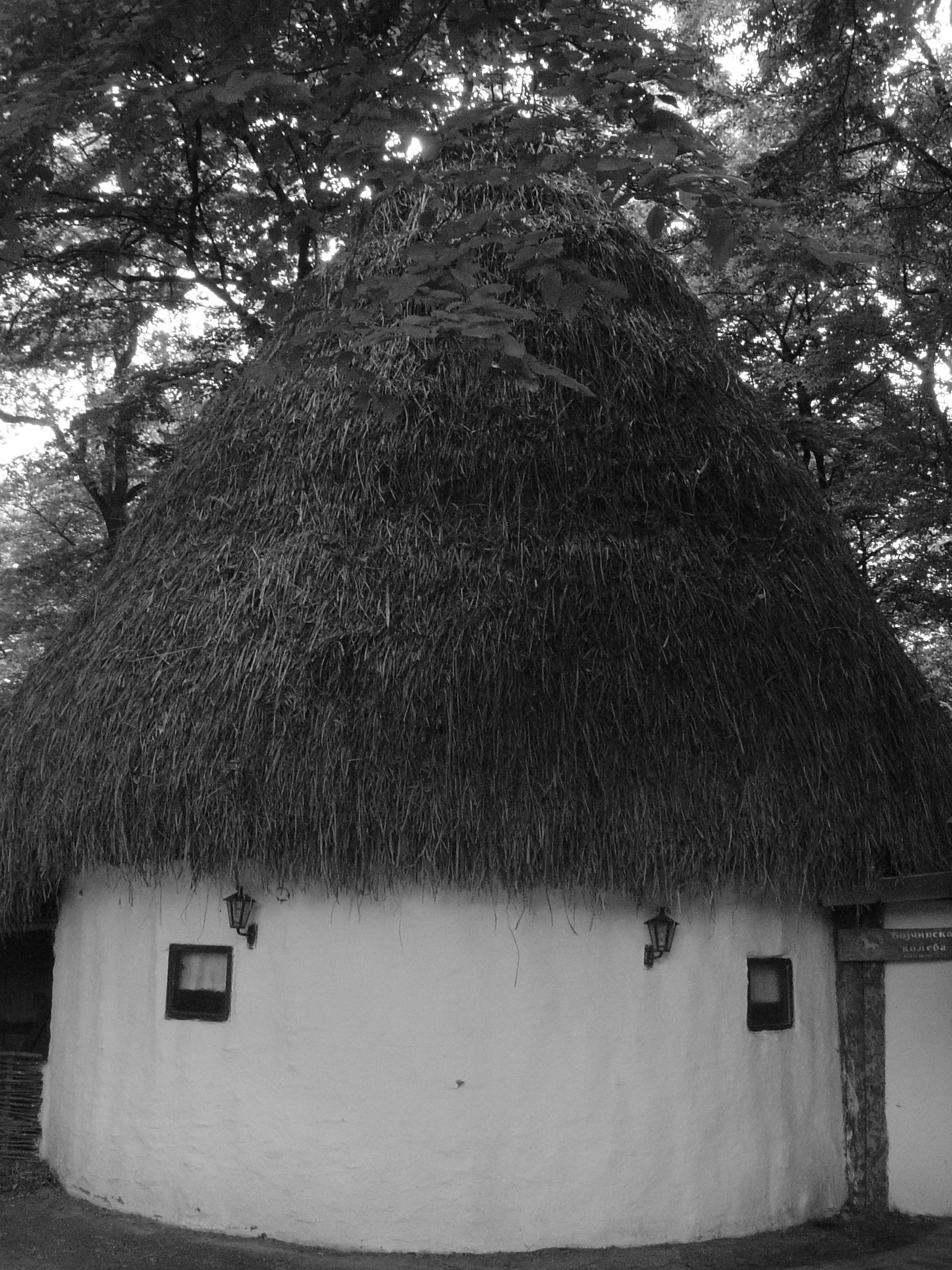
Ресторан «Бойчинска колеба», построенный по образцу сремского сарая для свиней

Бо́йчинский лес — заболоченный лес на юго-западной границе города Белград (Сербия) на территории заповедника Обедска-бара. Находится под охраной государства. Простирается между населенными пунктами Прогар (ближайший), Болевцы и Ашаня, на территории района Сурчин Белграда. Лес расположен в равнинной части юго-восточного Срема, в 30 километрах от центра Белграда, между ракой Сава и каналом Ярчина. Лес используется в качестве места загородных прогулок. С 1965 года является охраняемым памятником природы.

## История

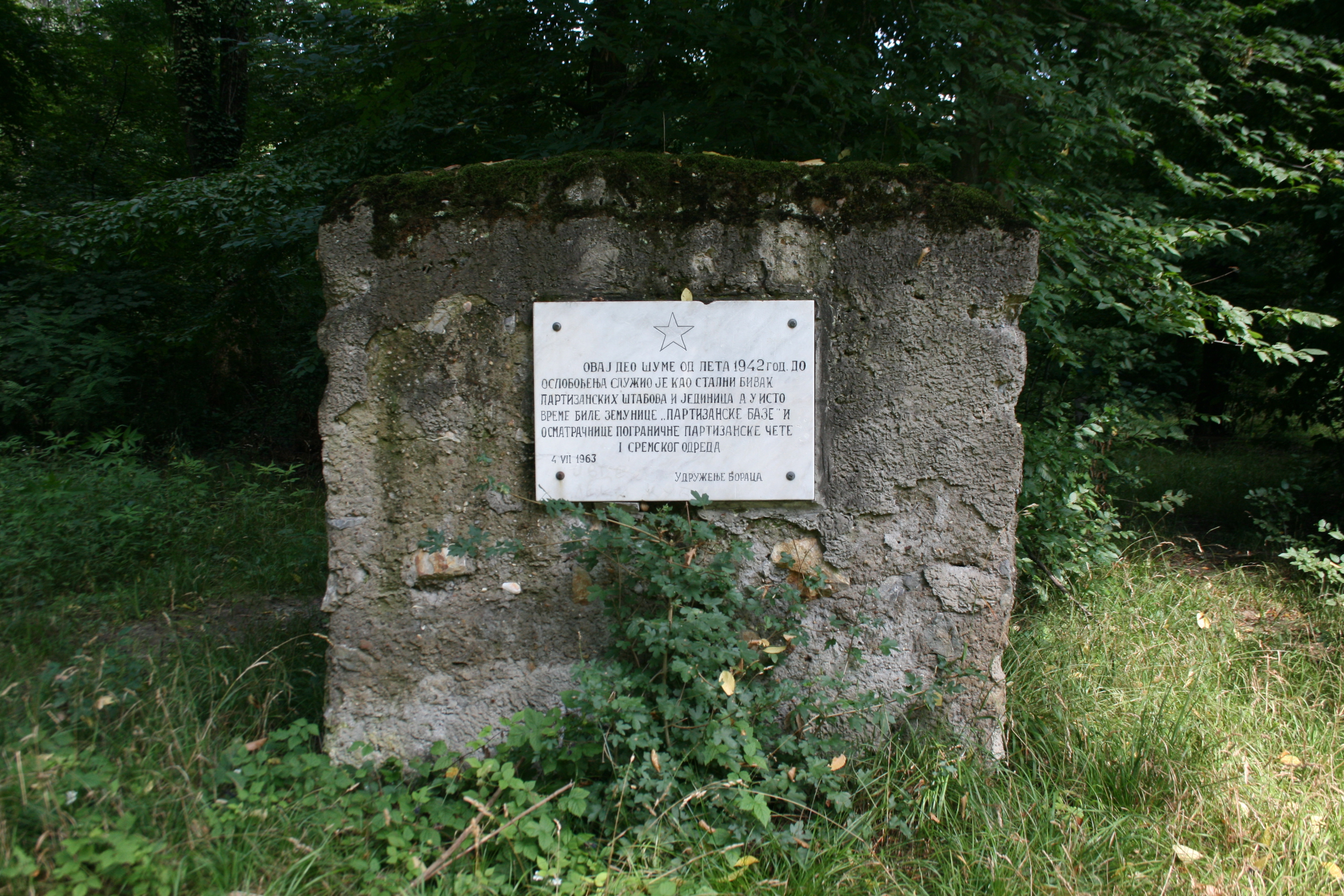
Часть леса, в котором с лета 1942 до окончания войны располагались партизанские штабы и отряды, в «партизанских базах» — землянках и наблюдательных пунктах пограничной партизанской роты Первого сремского партизанского отряда. Мемориальная доска 4 июля 1963 года

Во время Первой мировой войны в лесу располагалось убежище для граждан и солдат. Король Александр использовал лес для охоты (1934 год). В период Второй мировой войны Бойчинский лес был очень важным политическим, военным и экономическим центром. В нём в 1941 году было организовано партизанское восстание в Нижнем Среме. В лесу скрывалось и население окрестных деревень, укрываясь от врага — немцев и усташей. В нескольких землянках, которые сохранились до настоящего времени, многие борцы из Центральной Сербии вплоть до конца войны, перебравшись через реку Саву, ненадолго останавливались, чтобы восстановить силы и пройти обучение, потом продолжали следование в восточную Боснию, чтобы участвовать в ожесточенных боях с врагом
К партизанским землянкам, находящимся посреди леса, ведёт асфальтовая дорога. В 2 километрах от входа в лес, в месте, где когда-то располагались партизанские базы, в которых укрывалось сремское войско в землянках и катакомбах, находится мемориальный комплекс, открытый в 1963 году. Место немного заброшено и передано забвению. Следующие 3 км вглубь леса заболочены и труднопроходимы. Из-за своих природных достоинств, исторического значения и сохранившихся мемориальных объектов Бойчинский лес ещё в 1965 году признан охраняемым мемориальным памятником природы.

### Мемориальные памятники народно-освободительной борьбы
На опушке леса, с правой стороны дороги в Прогар, установлен памятник в форме бетонной колонны на пьедестале из грубого тёсаного камня прямоугольной формы. С правой стороны колонны в юго-восточном Среме установлена белая мраморная плита с текстом: «Летом 1942 года в этом лесу вели борьбу партизаны с усташами. 4 июля 1969. Союз ветеранов НОВ». Мемориальный памятник из бетона, прямоугольной формы, находится в Бойчинском лесу, в 2 километрах от домика лесника, с правой стороны дороги в место Ашаня. С лицевой стороны установлена белая мраморная плита с надписью: «Эта часть леса, с лета 1942 г. до освобождения располагались постоянным биваком партизанские штабы и части, и в то же время там находились зимницы и наблюдательные пункты пограничной партизанской роты 1-го сремского отряда. 4 VII 1963 г. Союз ветеранов войны».

## Флора и фауна

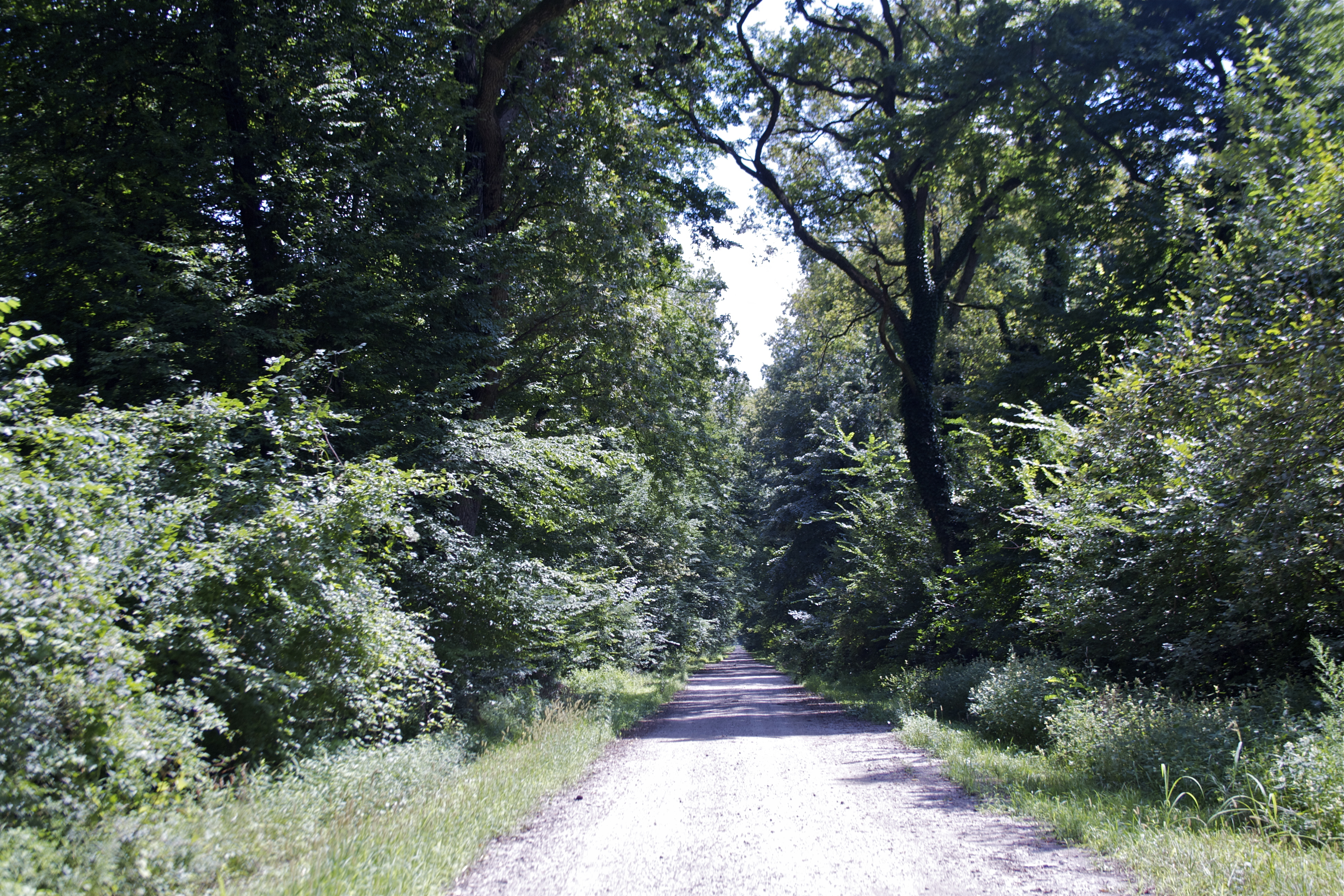
Через Бойчинский лес

Лес занимает площадь в 629,51 га. На его территории, в частности, представлен дуб черешчатый, являющийся фрагментом бывших огромных древних низинно-болотных лесов. В лесу в общем было зафиксировано 185 видов растений, 15 из которых присвоен статус охраняемых и особо охраняемых видов. В лесу растет 165 видов грибов, 15 из которых присвоен статус охраняемых, два вида занесены в Красную книгу грибов Европы. Кроме дуба, лес изобилует грабом и липой, представлен также тополь, кизил обыкновенный, бузина чёрная и шиповник собачий. В одной части леса растет черемша, в то время как весной бывает много земляники лесной, в заболоченных частях есть ирис германский, широко представлена также и крапива.
В лесу зафиксировано 108 видов птиц, то есть 30 % от общего числа зафиксированных в Сербии видов. Здесь представлено также 10 видов земноводных и пресмыкающихся, 8 видов из которых охраняется законом. Из диких зверей, которые свободно бродят по лесу, здесь можно встретить зайца и косулю. В лесу свинопасы содержат своих свиней, однако можно встретить и кабана, который питается желудями. Здесь обитает большое количество насекомых, в числе которых в частности представлены комары, слепни и шершней.
Территория является относительно сохранившейся, обладает большим природным значением, однако в виду близости городской местности ей грозит дальнейшая деградация, в связи с чем она находится под охраной.

## Летняя сцена

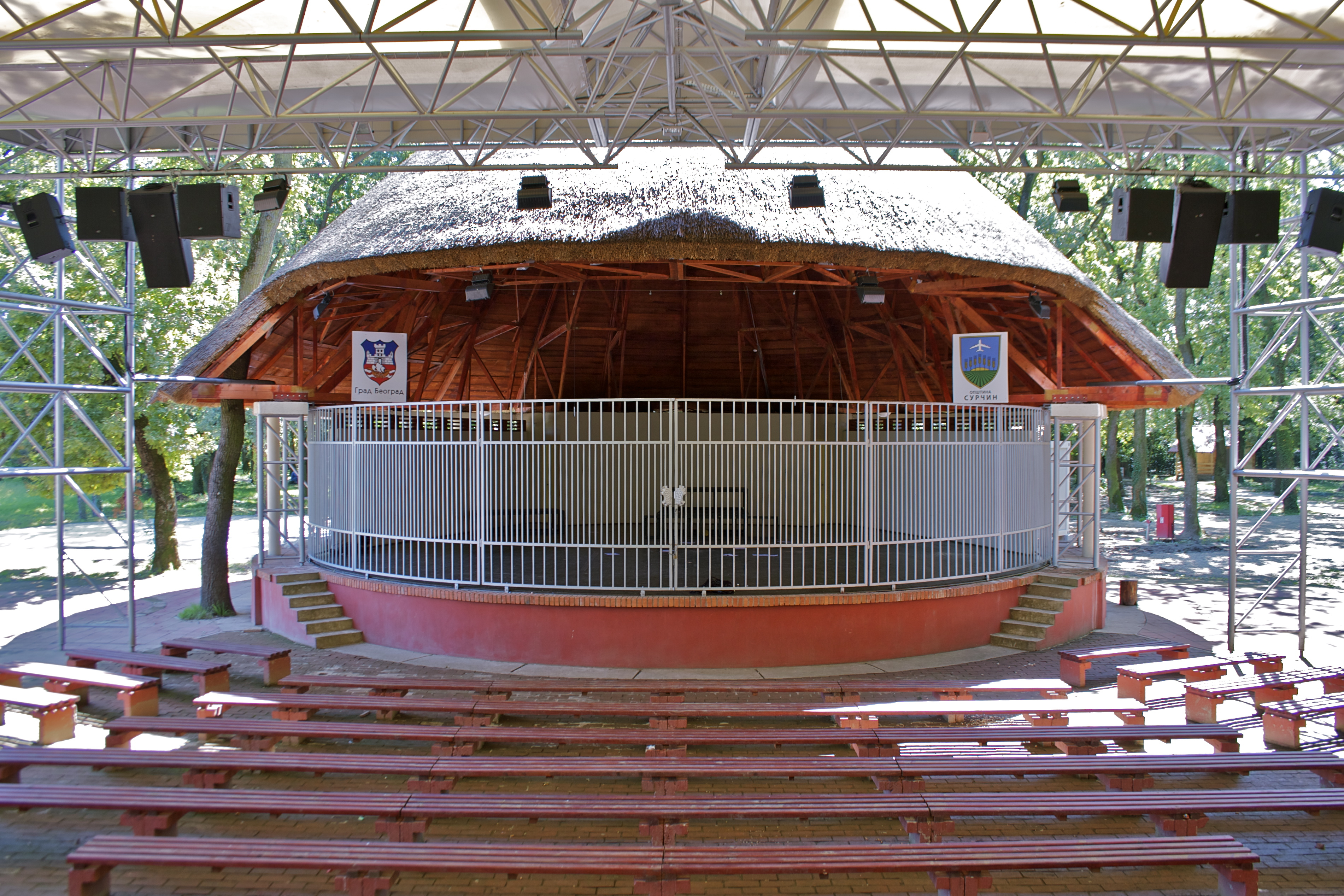
Летняя сцена на опушке Бойчинского леса у населенного пункта Прогар

На опушке Бойчинского леса в 2010 году была построена летняя сцена по проекту архитектора Здравко Милинковича. Сцена укрыта тростником, диаметр сцены составляет 16 метров. Рядом со сценой расположены две уборных и крытый зрительный зал в форме амфитеатра на 1000 человек.
Непосредственно за сценой в этом же году построен центр для проведения художественной колонии, состоящий из шести деревянных домиков на расстоянии в двадцать метров друг от друга. Каждый дом имеет по одной комнате площадью 12 м², ванную и террасу площадью 10 м², помещения кондиционируются.
Рядом со сценой расположен этно-ресторан «Бойчинска колеба», объект, составленный из типичных сремских свинарников, укрытых тростником. Недалеко от ресторана расположены загоны для свиней породы мангалица.

## Мероприятия

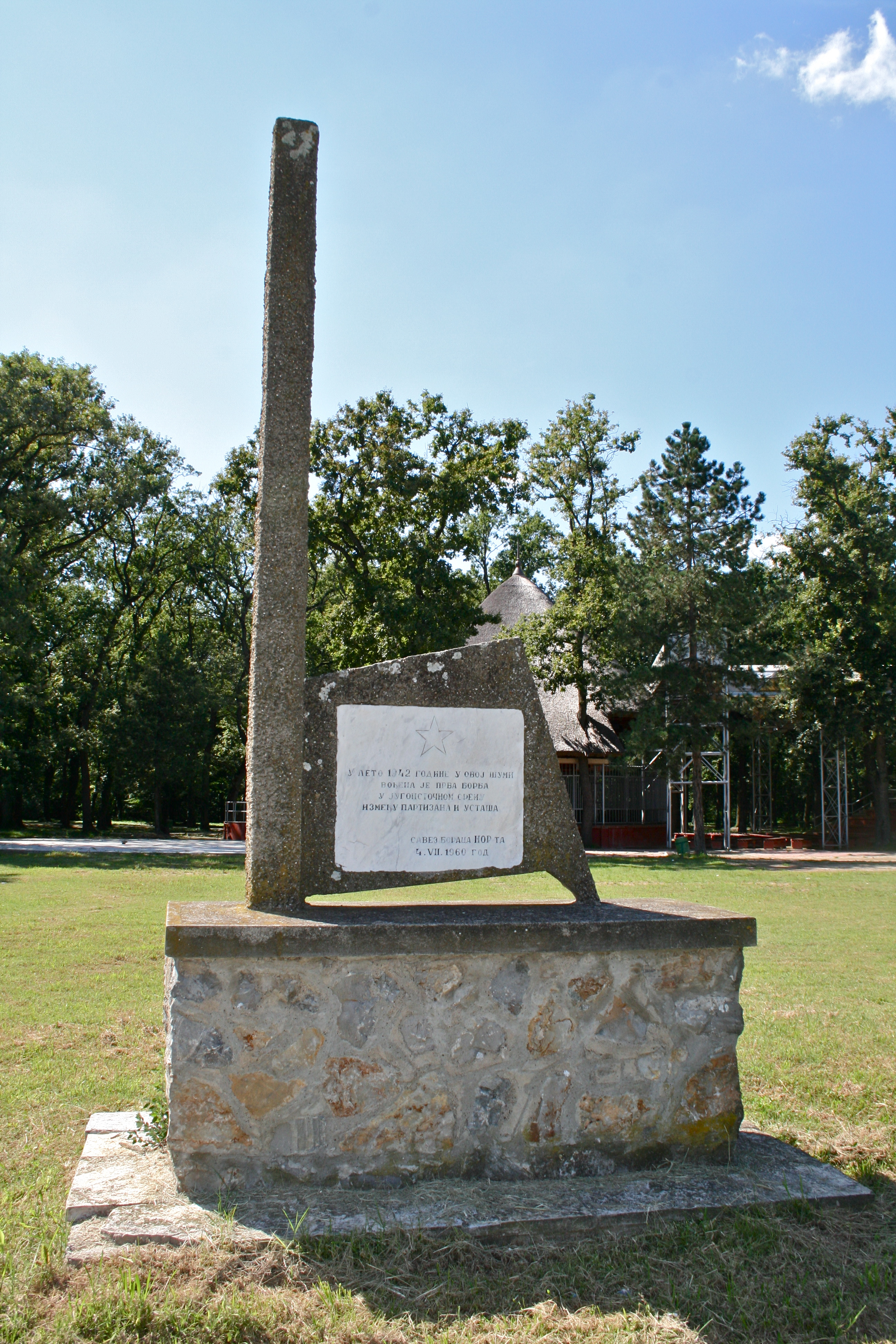
Памятник бойцам Народно-освободительной войны в Бойчинском лесу

- Хотя новая власть в 2001 отменила празднование Дня борца за свободу и Дня восстания народа Сербии[12], в организации Городского комитета СУБНОР (Союз организаций ветеранов народно-освободительной войны) Белграда и городского района Сурчин, в Бойчинском лесу праздники по традиции продолжили отмечать 4-го и 7 июля, в память о начале антифашистской борьбы. В лес перенесли Памятник борцам НОВ Срема, который в течение 55 лет вплоть до 2 июля 2012 стоял в центре Сурчина, что вызвало протесты граждан[6]. Кроме этого памятника, на опушке Бойчинского леса, по дороге в Прогар, находится памятник первому бою между партизанами и усташами в юго-восточном Среме, который состоялся летом 1942 года. Данный памятник был возведен в 1960 году.
- Бойчинское культурное лето — культурно-художественный фестиваль, который проводится с 2009 года[13], каждые выходные, и продолжается 5 месяцев. Программа состоит из поэтических вечеров, театральных спектаклей, музыкальных концертов, на которых исполняют народную музыку, рок, поп-музыку, диксиленд, фаду, джаз и классическую музыку. Там также показывают другие формы сценического искусства. В организации мероприятий принимает участие большое число волонтеров. Вход на все мероприятия Бойчинского культурного лета свободный, посетителям можно вносить пожертвования.
- Художественные колонии:
  - скульпторская колония устраивается на открытом воздухе, где художники различными технологическими приемами обрабатывают традиционные и новые материалы.
  - колония живописцев

## Рекреация
В распоряжении отдыхающих имеются тропа здоровья длиной в 2 км с 16 препятствиями, прогулки на фиакре и верховая езда на липпицианских лошадях клуба верховой езды «Бойчин».

## Транспорт
До опушки Бойчинского леса можно добраться на общественном транспорте, на автобусе 605, который отправляется из кварталов Бежания и Ледине, проезжает через населенные пункты Сурчин, Яково и Болевци прежде чем прибыть в Прогар. По этой же дороге прибывают на личном транспорте из Белграда, или по автодороге E70, съехав у аэропорта города Белграда в Сурчине, из населенных пунктов Купиново и Ашаня или Бечмен и Петровчич, а из городского района Обреновац приезжают по Обреновацскому мосту через реку Сава. В летнее время можно добраться на катере, который отправляется из квартала Блок 45, следуя по Саве до населенного пункта Прогар.